# Мизула
Мизу́ла (англ. Missoula) — город на западе американского штата Монтана, центр одноимённого округа. Стоит в долине у подножья горного хребта Биттеррут, на реке Кларк-Форк, одном из притоков Колумбии, близ впадения в неё реки Биттеррут, на стыке пяти горных хребтов, поэтому город часто называют «центром пяти долин». Вокруг расположено несколько охраняемых лесов национального значения. Дал название древнему приледниковому озеру, существовавшему в конце последнего ледникового периода. Население — 77 757 жителей (2023).
Первым европейцем в этих краях считается пастор Пьер Жан де Смет, который в 1841 году организовал миссию Девы Марии на месте современного Стивенсвилла. Возникновение торгового поселения Хелгейт («Врата ада») связано со строительством в 1866 году дороги Муллена — первого тракта для повозок, который пересёк Скалистые горы. В 1877 году был заложен форт Мизула, сохранившийся до наших дней.
В 1883 году через Мизулу была проложена Северо-Тихоокеанская железная дорога. Город становится важным железнодорожным узлом. В 1893 году открывает свои двери университет Монтаны. В XX веке основной отраслью промышленности становится лесозаготовительная. В городе действуют училище для лесников, лаборатория по борьбе с лесными пожарами и тренировочная база для пожарных.
На ранчо возле Мизулы родилась Джанет Рэнкин — первая женщина в Конгрессе США.
Самый знаменитый уроженец Мизулы, режиссёр Дэвид Линч, изобразил городки лесозаготовителей, похожие на свой родной, в фильме «Синий бархат» и телесериале «Твин Пикс». В 1990 году на просьбу изложить свою биографию он ответил тремя словами: «Иглскаут, Мизула, Монтана».